# Poeder

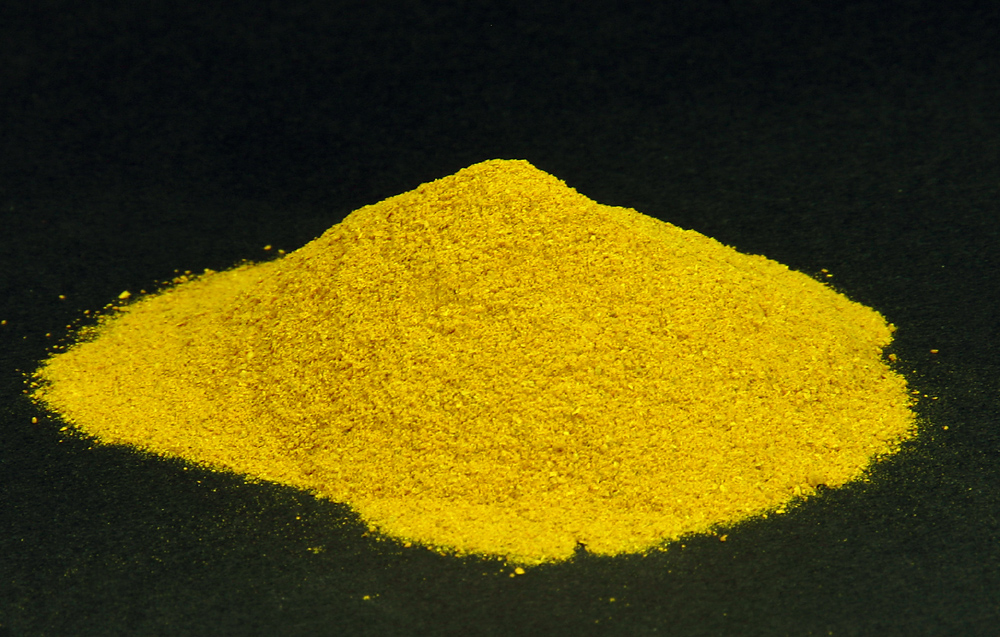
Kurkumapoeder.

Een poeder is een vaste stof die uit zeer kleine korrels bestaat. Een poeder wordt geproduceerd door een stof met grotere korrels te malen of pletten, maar kan ook ontstaan tijdens kristallisatie of synthese uit een oplossing.
Een eigenschap van poeder ten opzichte van een vaste stof met grotere korrelgrootte is dat het oppervlak per volume groter is. Zo kan vermalen suiker of zout bijvoorbeeld sneller oplossen dan een groot brok.
Poeders kunnen kristallijne zuivere chemische stoffen zijn, of mengsels van kristallen van zuivere stoffen, maar ook zijn er poeders van mengsels waar elke korrel een mengsel is.
Voorbeelden van poeders:
- Meel (mengsel)
- Buskruit (mengsel)
- Cocaïne (zuivere stof)
- Poedersuiker (zuivere stof)
- Melkpoeder (mengsel)
- Talkpoeder (zuivere stof)
- Poedersneeuw (zuivere stof)

De compositie van kristallijne poeders kan worden onderzocht met behulp van poederdiffractie.